# Каппа (Ирландия)
Каппа (Каппах; англ. Cappagh; ирл. An Cheapach) — деревня в Ирландии, находится в графстве Лимерик (провинция Манстер).